# ミワさんなりすます
『ミワさんなりすます』（英語: THE GREAT PRETENDER）は、青木U平による日本の漫画作品。『ビッグコミックオリジナル』（小学館）にて、2021年3号から連載中。
2023年4月にテレビドラマ化が発表され。2023年10月16日から12月7日までNHK総合にて放送された。

## あらすじ
大俳優・八海崇の熱狂的ファンである久保田ミワは、偶然スーパー家政婦の美羽さくらになりすまして八海崇の家政婦として働く幸運を手に入れる。

## 登場人物
久保田 ミワ
本作の主人公。映画サブカル好きのフリーター。29歳。俳優・八海崇の熱狂的ファン。家政婦になりすまし八海邸で働くことになる。
八海 崇
日本を代表する国際的俳優。54歳。独身。ボトルシップ作りが趣味。ハムが好物。
藤浦 華純
八海の専属マネージャー。
美羽 さくら
ミワがなりすましている本当の家政婦。八海崇の熱狂的ファン。
紀土 健太郎
ミワの元カレ。モラハラ男。役者を目指していた時期があった。
ニコラス・シラー
ハリウッドの映画監督。八海崇の友人。大ヒットを次々と飛ばすが気難しい。
泉 飛露樹
八海崇と一度だけ映画に出演した。八海を慕っている。
越乃 彩梅
日本のトップ女優。56歳。共演者の演技で相手の心境が分かる。差し入れの菓子をよく食べている。
ゆき
BAR『らすべがす』のオーナー。

## 書誌情報
- 青木U平『ミワさんなりすます』小学館〈ビッグコミックススペシャル〉、既刊13巻（2025年5月30日現在）
  1. 2021年9月30日発売[1][7]、ISBN 978-4-09-861168-3
  2. 2021年12月28日発売[8]、ISBN 978-4-09-861229-1
  3. 2022年3月30日発売[9]、ISBN 978-4-09-861288-8
  4. 2022年7月29日発売[10]、ISBN 978-4-09-861431-8
  5. 2022年11月30日発売[11]、ISBN 978-4-09-861532-2
  6. 2023年4月28日発売[12]、ISBN 978-4-09-861812-5
  7. 2023年7月28日発売[13]、ISBN 978-4-09-862566-6
  8. 2023年10月12日発売[14]、ISBN 978-4-09-862636-6
  9. 2024年3月29日発売[15]、ISBN 978-4-09-862757-8
  10. 2024年6月28日発売[16]、ISBN 978-4-09-863047-9
  11. 2024年9月30日発売[17]、ISBN 978-4-09-863062-2
  12. 2025年1月30日発売[18]、ISBN 978-4-09-863257-2
  13. 2025年5月30日発売[19]、ISBN 978-4-09-863470-5

## テレビドラマ
2023年10月16日から12月7日まで、NHK総合の「夜ドラ」枠にて放送された。主演は松本穂香。

### キャスト

#### 主要人物
久保田ミワ（くぼた ミワ）〈29〉
演 - 松本穂香
映画マニアのフリーター。
八海崇（やつみ たかし）〈56〉
演 - 堤真一
数々の映画に出演している国際的俳優。本名は「横山崇」。

#### 八海邸の家政婦
美羽さくら（みわ さくら）〈27〉
演 - 恒松祐里
ミワがなりすましている家政婦本人。
一駒和枝（いちこま かずえ）〈58〉
演 - 片桐はいり
ベテラン家政婦。直感が鋭い。フランス語や料理も得意。
池月海玲（いけづき みれい）〈31〉
演 - 小泉もえこ
家政婦。ミワをさりげなくフォローする。

#### 八海の関係者
藤浦華純（ふじうら かすみ）〈38〉
演 - 山口紗弥加
敏腕マネージャー。八海を超一流俳優に押し上げた。
五十嵐凛（いがらし りん）
演 - 伊藤万理華
次世代の国際派俳優。八海と共演する。
越乃彩梅（こしの あやめ）
演 - 高岡早紀
トップ俳優。八海とは旧知の仲。
ゆき
演 - Rei
八海の行きつけの店、BAR『らすべがす』のオーナー。
ニコラス・シラー
演 - ブレイク・クロフォード
映画監督。若い頃の八海の転機となる作品を撮っている。
横山久恵
演 - 三田和代
八海と疎遠になっていた母。

#### ミワの関係者
紀土健太郎（きど けんたろう）〈30〉
演 - 水間ロン
ミワの元彼。バイト仲間だった。
田渕（たぶち）
演 - 野口聖古
ミワのバイト仲間。
川畑
演 - 花戸祐介
ミワのバイト先の上司。

#### その他
泉飛露樹（いずみ ひろき）〈35〉
演 - 市川知宏
謎の男。こっそり訪れた八海邸でミワと出会う。
雲海加寿子（うんかい かずこ）
演 - 梅沢昌代
街の占い師。

橋本さとし（はしもと さとし）
演 - 橋本さとし（本人役・声のみ）
八海に密着した番組「プロフェッショナル」のナレーター。
田村（たむら）
演 - 千葉雅子
岸部（きしべ）
演 - 正木佐和
斎藤（さいとう）
演 - 松山尚子

### スタッフ
- 原作 - 青木U平
- 脚本 - 徳尾浩司[5]
- 音楽 - 平野義久
- 主題歌 - ハナレグミ「MY夢中」[23]
- 制作統括 - 渡辺悟[5]
- プロデューサー - 上田明子、大久保篤[5]
- 演出 - 新田真三、寺崎英貴、田中正、保坂慶太[5]
- 制作・著作 - NHK

### 放送日程
| 週    | 放送日   | 回 | 演出              |
| ----- | -------- | -- | ----------------- |
| 第1週 | 10月16日 | 1  | 新田真三          |
| 第1週 | 10月17日 | 2  | 新田真三          |
| 第1週 | 10月18日 | 3  | 新田真三          |
| 第1週 | 10月19日 | 4  | 新田真三          |
| 第2週 | 10月23日 | 5  | 新田真三          |
| 第2週 | 10月24日 | 6  | 新田真三          |
| 第2週 | 10月25日 | 7  | 新田真三          |
| 第2週 | 10月26日 | 8  | 新田真三          |
| 第3週 | 10月30日 | 9  | 寺崎英貴          |
| 第3週 | 10月31日 | 10 | 寺崎英貴          |
| 第3週 | 11月01日 | 11 | 寺崎英貴          |
| 第3週 | 11月02日 | 12 | 寺崎英貴          |
| 第4週 | 11月06日 | 13 | 寺崎英貴          |
| 第4週 | 11月07日 | 14 | 寺崎英貴          |
| 第4週 | 11月08日 | 15 | 寺崎英貴          |
| 第4週 | 11月09日 | 16 | 寺崎英貴          |
| 第5週 | 11月13日 | 17 | 保坂慶太          |
| 第5週 | 11月14日 | 18 | 保坂慶太          |
| 第5週 | 11月15日 | 19 | 保坂慶太          |
| 第5週 | 11月16日 | 20 | 保坂慶太          |
| 第6週 | 11月20日 | 21 | 田中正            |
| 第6週 | 11月22日 | 22 | 田中正            |
| 第6週 | 11月23日 | 23 | 田中正            |
| 第6週 | 11月24日 | 24 | 田中正            |
| 第7週 | 11月27日 | 25 | 田中正            |
| 第7週 | 11月28日 | 26 | 田中正            |
| 第7週 | 11月29日 | 27 | 田中正            |
| 第7週 | 11月30日 | 28 | 田中正            |
| 第8週 | 12月04日 | 29 | 新田真三 寺崎英貴 |
| 第8週 | 12月05日 | 30 | 新田真三 寺崎英貴 |
| 第8週 | 12月06日 | 31 | 新田真三 寺崎英貴 |
| 第8週 | 12月07日 | 32 | 新田真三 寺崎英貴 |

- 11月21日の第22話は、放送途中に北朝鮮によるミサイル発射実験によるJアラート発令に伴う特設ニュースを放送のため中断[24]。第22から24話はそれぞれ1日ずつ順延し22・23・24日の22時45分 - 23時に放送された[25][26][注 1]。

| NHK総合 夜ドラ                                          | NHK総合 夜ドラ                                  | NHK総合 夜ドラ                                                              |
| 前番組                                                  | 番組名                                          | 次番組                                                                      |
| ------------------------------------------------------- | ----------------------------------------------- | --------------------------------------------------------------------------- |
| わたしの一番最悪なともだち （2023年8月21日 - 10月12日） | ミワさんなりすます （2023年10月16日 - 12月7日） | 藤子・F・不二雄 SF短編ドラマ （Season1 後期） （2023年12月11日 - 12月14日） |

### 受賞
- ギャラクシー賞
  - 2023年12月度月間賞[27]
  - 第61回ギャラクシー奨励賞